# Agonita pilipes
Agonita pilipes es un coleóptero de la familia Chrysomelidae.
Fue descrita científicamente por primera vez en 1962 por Chen & Sun.